# Wolfgang Van Halen
Wolfgang Van Halen, född 16 mars 1991 i Santa Monica, Kalifornien, är en amerikansk musiker och var sedan hösten 2006 officiell basist i hårdrockbandet Van Halen, där de övriga medlemmarna var hans far Eddie Van Halen, hans farbror Alex Van Halen och David Lee Roth. Wolfgang ersatte basisten Michael Anthony efter interna konflikter mellan Anthony och Edward Van Halen.
Efter sin fars död 2020 upplöstes Van Halen, och Wolfgang fokuserade istället på sitt soloprojekt Mammoth WVH. Hans debutalbum Mammoth WVH släpptes 2021, och hans andra Mammoth II släpptes 2023. 